# Ренне, Константин Константинович
Константин Константинович Ренне (26.02.1901 — 01.07.1965) — советский конструктор артиллерийского оружия.

## Биография
В 1918 г. окончил 1-й Московский кадетский корпус. С 1919 по 1923 г. служил в Красной Армии дезинфектором и делопроизводителем, в военных действиях не участвовал.
В 1924—1930 гг. управляющий делами Московской чулочной фабрики им. Ногина.
В 1930 г. стал работать конструктором в Орудийно-оружейном пулемётном объединении ВСНХ. Без отрыва от производства в 1931 г. окончил Государственные курсы чертежников-конструкторов в Москве. С 1931 г. работал на заводах № 38 и № 92 (ЦАКБ).
Один из создателей 57-мм противотанковой пушки ЗИС-2 и 76-мм дивизионной пушки ЗИС-3 в коллективе под руководством Грабина В. Г. С 1942 г. начальник 18 отдела ЦАКБ, руководил работами по лафетам. С 1943 по 1961 г. Заместитель директора, главный конструктор НИИ-58.
Жена: Елизавета Павловна Гинце (1895 г., г. Тула — 14.07.1971 г. Москва).
Умер в 1965 году. Похоронен на Даниловском кладбище.

## Награды и премии
- Сталинская премия первой степени (1943) — за разработку новых образцов артиллерийского вооружения
- Сталинская премия первой степени (1946) — за создание нового образца танковой пушки[2]
- Орден Ленина (1944);
- Орден Отечественной войны I степени (1945);
- Орден Красной Звезды (1936);
- Орден «Знак Почёта» (1941);
- Медаль «За доблестный труд в Великой Отечественной войне 1941—1945 гг.» (1945);
- Медаль «В память 800-летия Москвы» (1948).